# Tjernihiv
Tjernihiv (ukrainska: Чернігів uttal (fil)), även känd som Tjernigov (ryska: Чернигов), är en stad i norra Ukraina, belägen vid floden Desna i vilken staden har hamn. Den är huvudort i Tjernihiv oblast och hade 296 723 invånare i början av 2012. Bland näringar märks textil-, läder-, livsmedels- och verkstadsindustri.

## Historik
Tjernihiv är en av de äldsta städerna i Ukraina. Staden var betydande i Kievriket. På 800-talet var den huvudstad hos de östslaviska severjanerna. Staden nämns första gången år 907. Den var från 1000-talet till 1200-talet huvudstad i ett eget furstendöme, furstendömet Tjernihiv. År 1239 plundrades staden av mongolerna. Från 1370 tillhörde staden storfurstendömet Litauen fram till 1503 då den tillföll Moskvariket, som år 1611 avträdde Tjernihiv till Polsk-litauiska samväldet. Staden blev efter Chmelnitskij-upproret och fördraget i Perejaslav 1654 en del av Tsarryssland. Från 1802 var Tjernihiv huvudstad i guvernementet Tjernigov. Sedan 1932 är den huvudort i det sovjetiska och sedermera ukrainska oblastet med samma namn.

## Ekonomi
Industrin i Tjernihiv består främst av kemisk industri, livsmedelsindustri, belysningsindustri, byggmaterialindustri och träindustri.

## Forskning, utbildning och kultur
I Tjernihiv finns många utbildnings- och forskningsinstitutioner inom såväl teknik, ekonomi, naturvetenskap, som konst och etnologi, liksom forskningsinstitut inom olje- och gasutvinning, tillverkning av syntetfiber, samt jordbrukets mikrobiologi. I staden finns bland annat Tjernihivs historiska museum och ett författarmuseum över Mychajlo Kotsjubynskyj, liksom dramatisk teater och en symfoniorkester.

## Sport
- FK Desna Tjernihiv

## Bildgalleri

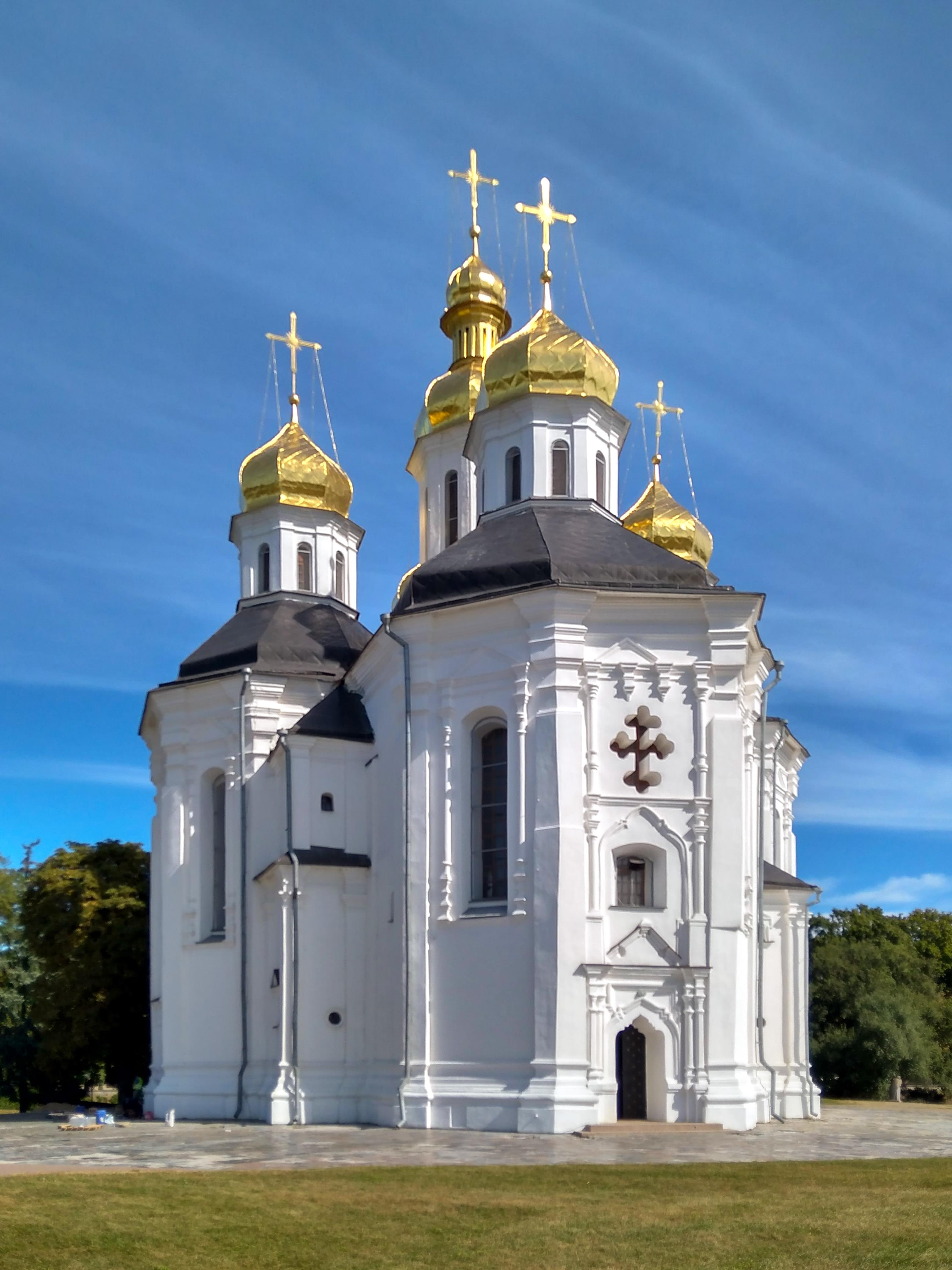
Katarinakyrkan.
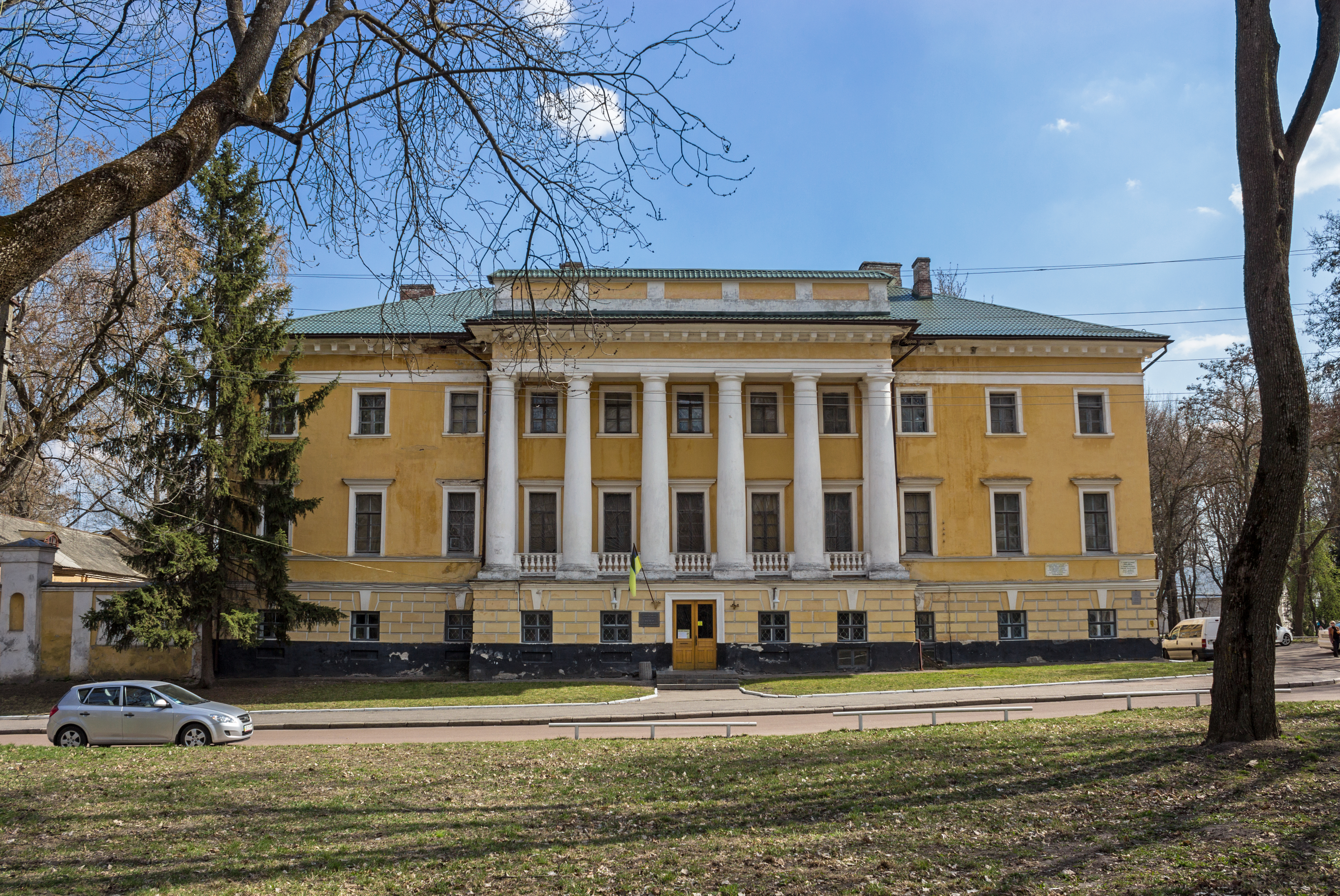
Regionala konstmuseet.
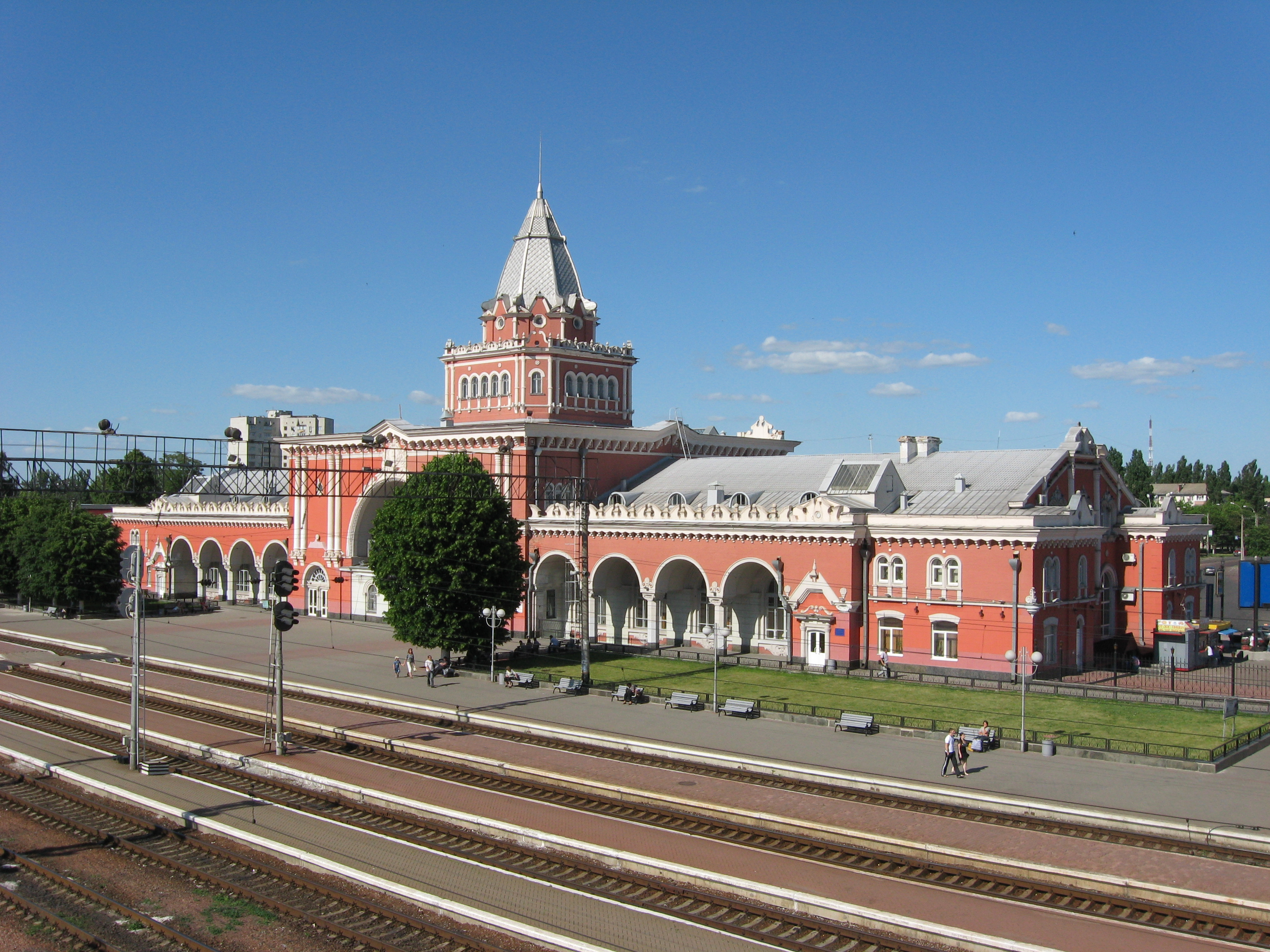
Tjernihiv–Ovrutj järnvägsstationen.
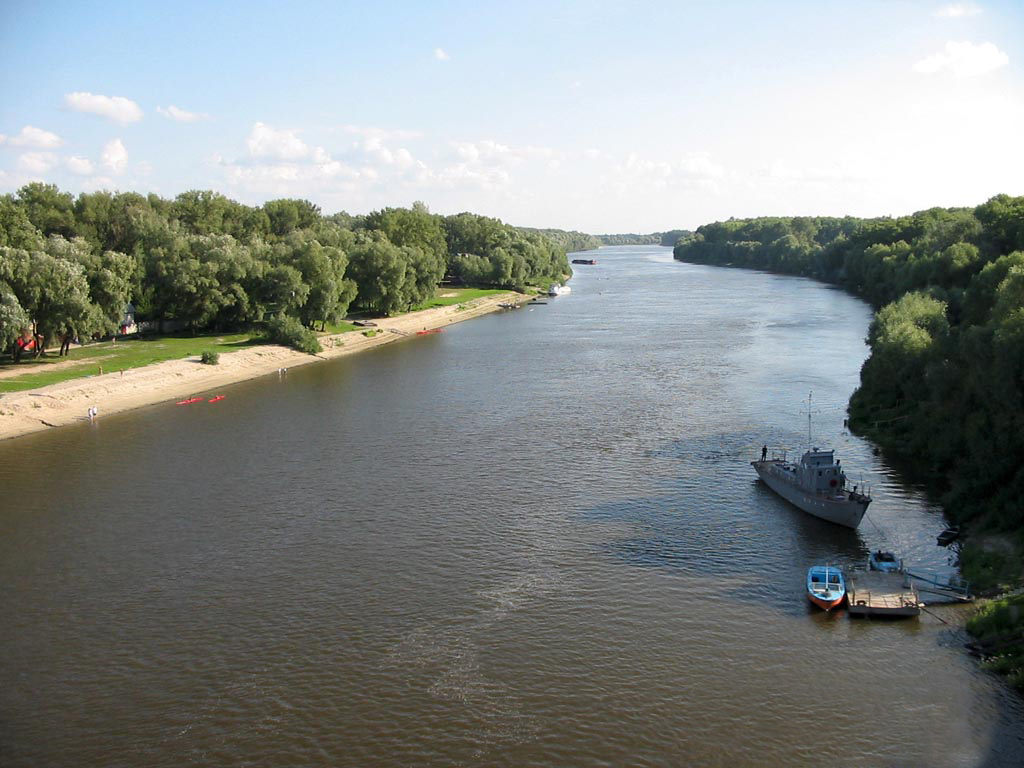
Floden Desna.
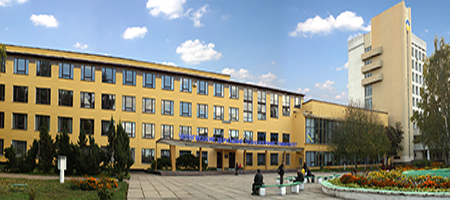
Tekniska universitetet.